# James W. Pumphrey
James W. Pumphrey (né le 12 septembre 1832 ; mort le 16 mars 1906) était le propriétaire d'une écurie de chevaux de louage, à Washington, DC, qui joua un rôle mineur dans l'assassinat d'Abraham Lincoln. Pumphrey eut en effet la malchance de louer un cheval à l'acteur John Wilkes Booth, cheval qui lui servit à s'échapper juste après qu'il eut assassiné le président Lincoln. 

## Sa vie avant l'assassinat
James Pumphrey était né à Washington, DC. Son père s'appelait Levi Pumphrey. Le nom de jeune fille de la mère de James Pumphrey était Sarah Miller. James Pumphrey était l'un des six enfants qu'eurent ses parents. En tant que fils aîné, James hérita d'une écurie de chevaux de louage, au coin de C Street et de la 6e rue.  
James Pumphrey contracta deux mariages en common law, et eut sept enfants. Lui et sa première femme, Margaret, eurent deux enfants : Ida Elisabeth et James W., Jr. Lui et sa seconde épouse, Mary, eurent cinq enfants : Sarah, Mary, Josephine, Percival et Edward. 
Pumphrey connaissait l'un des conspirateurs, John Surratt, et c'est Surratt qui lui présenta Booth avant l'assassinat. L'écurie de Pumphrey était bien située par rapport au National Hotel, où résidait Booth à cette date. Booth louait régulièrement un cheval précis, qui avait sa préférence.

## Le jour fatidique
Le 14 avril 1865, après avoir appris que Lincoln assisterait à la représentation du Vendredi saint de Our American Cousin, John Wilkes Booth s'en alla directement du Ford's Theatre à l'écurie de Pumphrey. Il était vêtu d'un costume noir et d'un haut-de-forme de soie.
Pumphrey l'informa que son cheval préféré n'était pas disponible. Booth réserva donc un autre cheval, et déclara qu'il reviendrait le prendre aux alentours de seize heures. Le cheval que Booth avait loué était une petite jument baie, rapide, avec une étoile blanche sur le front. La jument avait la queue et la crinière noires.

## Emprisonnement temporaire
Dans le tumulte qui suivit l'assassinat de Lincoln, des dizaines de suspects furent arrêtés pour complicité et jetés en prison par le Secrétaire d'État à la guerre, Edwin M. Stanton. Stanton mena une chasse énergique pour appréhender et inculper les conspirateurs impliqués dans l'assassinat de Lincoln. Toute personne qui s'avérait avoir un rapport quelconque avec l'assassinat, ou toute personne qui avait eu le moindre contact avec Booth ou Herold lors de leur fuite fut immédiatement jetée derrière les barreaux. Pumphrey, qui avait fourni le cheval utilisé par Booth dans sa fuite, fut donc jeté en prison. 
Au bout du compte, le nombre des suspects retenus fut limité à un groupe de huit prisonniers — sept hommes et une femme — et Pumphrey fut alors relâché, en compagnie de beaucoup d'autres.

## Sa vie ultérieure, et sa mort
Pumphrey continua à gérer son écurie de chevaux de louage jusqu'au début des années 1900. La fermeture de son écurie, comme pour beaucoup d'autres à l'époque, fut causée par l'arrivée de l'automobile. Le 16 mars 1906, Pumphrey mourut à Washington, DC. Il est enterré au cimetière du Congrès.